# Now, Diabolical
Now, Diabolical — шостий студійний альбом норвезького блек-колективу Satyricon. Виданий лейблом Roadrunner 14 квітня 2006 року.

## Список пісень
Починаючи з однойменного титульного треку стилістично продовжує прогресивну лінію попереднього диска Volcano, але у більш похмурому виконанні. Кожен трек має свій ритм та оригінальність. Дві композиції — «The Pentagram Burns» та «K.I.N.G.» — були раніше видані як сингли. Водночас альбом мав частку негативних відгуків з боку шанувальників їхньої попередньої творчості (до 2002 року).
| #  | Назва                            | Тривалість |
| -- | -------------------------------- | ---------- |
| 1. | «Now, Diabolical»                | 5:30       |
| 2. | «K.I.N.G.»                       | 3:36       |
| 3. | «The Pentagram Burns»            | 5:38       |
| 4. | «A New Enemy»                    | 5:47       |
| 5. | «The Rite of Our Cross»          | 5:45       |
| 6. | «That Darkness Shall Be Eternal» | 4:46       |
| 7. | «Delirium»                       | 5:38       |
| 8. | «To the Mountains»               | 8:09       |

## Склад на момент запису

### Satyricon
- Сігурд «Сатир» Вонгравен — вокал, гітара, клавішні
- К'єтіл-Відар «Фрост» Гаралдстад — ударні

### Запрошені
- Ларс Норберг — бас
- Джон Возняк — бек-вокал («A New Enemy»)[9]